# メタ存在論
メタ存在論（Meta-ontology）とは、ピーター・ヴァン・インワーゲン（Peter van Inwagen）による造語であり、ウィラード・ヴァン・オーマン・クワインによるルドルフ・カルナップの形而上学批判を分析する際に初めて用いられた。当該の批判において、クワインは存在論を比較する際に存在論的コミットメントを確定するための形式的手法を導入した。

## 概要
トマス・ホフウェーバー（Thomas Hofweber）は、メタ存在論という概念を使用することは物議を醸しかねないことを認識し、次のように主張している。すなわち、メタ存在論は厳密に言えば存在論についての独立したメタ理論ではあるが、存在論の領域は存在論についてのメタ理論も含むほど広く理解しうる。この概念の支持者は、「存在するものとは何か」を探求する分野としての「存在論（ontology）」と、「『存在するものとは何か』と我々が問う際に、我々は何を問うているのか」を探求する分野としての「メタ存在論（"meta"-ontology）」とを区別しようとする。
ジョナサン・シャッファー（Jonathan Schaffer）によれば、メタ存在論には別に問うべき問題がある。すなわち、任意の存在論で扱われる対象（objects）の間で成立している階層関係（この関係は「根拠づけ (grounding) 」と呼ばれる）に基づいて諸存在論を分類するという課題と、どの対象が基底的（fundamental）でどれが派生的（derived）であるかを確定するという課題である。彼は存在論が取りうる3つの類型を記述している。1つ目は「フラットな（flat）」存在論で、未分化な対象の配列を指す。2つ目は「ソートされた（sorted）」存在論で、分類された対象の配列を指す。3つ目は「秩序付けられた（ordered）」存在論で、相互に関連した対象の配列を指す。シャッファーによると、クワインの存在論は「フラットな」もの、すなわち単なる対象のリストに過ぎないが、アリストテレスの存在論は「ソートされた」ものであり、最も基底的な対象の特定を強調しているという。
エイミー・L・トマッソン（Amie L. Thomasson）によれば、カルナップ＝クワイン論争は誤解されているが、その原因は争点を存在者（entities）間における分析的＝総合的の区分であると見誤ることにある（ヴァン・インワーゲンはこの過ちを犯している）。「本当の区分とはむしろ、言語的枠組みを用いて問われる存在の問い（existence questions）と、これらの規則に服すること抜きに何らかの方法で問われる存在の問いの間の区分である。後者は、クワインの言葉を借りれば、『所与の言語を採用する以前に』問われるものである」。これらの問題は、カルナップによる内在主義と外在主義の区分に対応している。